# Stripped Live in the UK
Stripped Live in the UK – koncertowy album DVD Christiny Aguilery z zarejestrowanym koncertem z trasy koncertowej Stripped World Tour.

## Lista piosenek
1. „Stripped Intro Part 1" – 1:45
2. „Dirrty” – 4:36
3. „Get Mine, Get Yours” – 5:06
4. „The Voice Within” – 5:03
5. „Genie in a Bottle (East Indian/Rock Remix)” – 3:32
6. „Can’t Hold Us Down” – 4:09
7. „Contigo En La Distancia/Falsas Esperanzas” – 4:53
8. „Infatuation” – 5:18
9. „Come on Over Baby (All I Want Is You) (Acoustic Version)” – 5:03
10. „Cruz” – 4:01
11. „Loving Me 4 Me (Interlude)” – 0:53
12. „Impossible” – 3:51
13. „At Last” – 5:16
14. „Lady Marmalade” – 4:25
15. „Walk Away” – 5:07
16. „Fighter” – 4:19
17. „Stripped Intro Part 2" – 0:43
18. „What a Girl Wants” – 6:28
19. „Beautiful (Encore)” – 5:54

### Specjalne
1. „Fighting Talk”
2. „Pins, Power & Paint”
3. „Movers And Shakers”
4. „Wheels Fit For A Queen”
5. „One Night In Milano”
6. „RSVP”

## Sprzedaż
| Notowanie                  | Certyfikat | Sprzedaż |
| -------------------------- | ---------- | -------- |
| Australian Music DVD Chart | 2× Platyna | 30.000   |
| Brazil Top 20 Musical DVDs |            | 16.000+  |
| German Music DVD Chart     | Złoto      | 25.000+  |
| U.S. Music DVD Chart       | Platyna    | 100.000+ |
| UK Music DVD Chart         | Platyna    | 50.000+  |